# Argiope pulchella
Argiope pulchella — вид павуків-колопрядів з всесвітньо поширеного роду Argiope. Великі, яскраво забарвлені самиці більші в декілька разів за дрібних самців. Живиться великими комахами. Отрута слабка, для людини безпечні. Поширені у Південно-Східній Азії - від Індії до Китаю та Індонезії.
Вид Argiope pulchella у роді Argiope належить до умовної групи видів, близьких до A. aetherea.

## Опис
Статевий диморфізм, як і в усіх видів роду, виражений дуже сильно. Самиці великі, довжина тіла складає 1,1-1,8 см. Особини, що мешкають в Непалі, зазвичай трохи дрібніші за цей діапазон. Головогруди та черевце жовті або іноді головогруди червонуваті. Головогруди завдовжки майже такі ж як і завширшки, вкриті сріблістими волосками. Основа задньо-середньої пари очей оторочена чорним. Ноги коричнюваті або червонуваті, довгі, з волосками та шипами, стегна вкриті густими шовковими білуватими волосками. Черевце п'ятикутної форми, з неясними лопатями, найширше позаду середини. Забарвлення черевця сильно варіює. Часто зустрічаються дві поперечні червонувато-брунатні перепаски, іноді вони світліші, одна трохи позаду середини спинної поверхні, друга майже на кінці черевця. Перепаски вкриті рядами світліших плям. Нижня поверхня черевця темна, з двома жовтуватими смугами.
Через схожу будову статевих органів самиці довгий час вважалася одним видом з A. versicolor.

## Спосіб життя і поведінка
Argiope pulchella зустрічається в лісах, на відкритих трав'янистих ділянках, в агроценозах. Зазвичай сидить у центрі ловильної сітки. Якщо павука потурбувати, він спочатку швидко трясе павутинну сітку, стаючи «невидимим», а якщо це не допомагає - переповзає до краю павутини. Надає перевагу вологим місцям помешкання, заростям. Оскільки кількість павуків поблизу людського житла часто вища за подібного розміру природні ділянки, Argiope pulchella розглядають як можливий синантропний вид павуків.
Самець майже завжди залишає членик педипальпи (емболіум) у статевому отворі самиці після запліднення, проте на відміну від близького виду A. versicolor довжина цього уламку коротша.

## Розповсюдження
Ареал виду охоплює Індію, Андаманські острови, Непал, Шрі-Ланку, Бангладеш, М'янму, Таїланд, Лаос, Камбоджу, континентальну частину Малайзії, Сінгапур, Південний Китай, Суматру, захід Яви.
В Індії описаний у Західній Бенгалії, Ассамі, Мадхья-Прадеш, Сіккімі,, Гуджараті, Кералі, Махараштрі.